# Gerardo Padilla
Gerardo Padilla Vallejo (ur. 23 marca 1959) – meksykański judoka. Trzykrotny olimpijczyk. Zajął trzynaste miejsce w Moskwie 1980, osiemnaste w Montrealu 1976 i dwudzieste w Los Angeles 1984. Walczył w kategorii 63-65 kg.
Zdobył dwa medale na igrzyskach panamerykańskich, złoty w 1983. Mistrz panamerykański w 1976 i 1984. Wicemistrz Igrzysk Ameryki Środkowej i Karaibów w 1978 roku.

## Letnie Igrzyska Olimpijskie 1976
| Konkurencja | Walki                  | Klas. końcowa |
| Konkurencja | 1/16                   | Miejsce       |
| ----------- | ---------------------- | ------------- |
| waga lekka  | József Tuncsik (HUN) P | XVIII         |

## Letnie Igrzyska Olimpijskie 1980
| Konkurencja   | Walki                        | Walki                    | Klas. końcowa |
| Konkurencja   | 1/16                         | 1/8                      | Miejsce       |
| ------------- | ---------------------------- | ------------------------ | ------------- |
| waga półlekka | Abdul Latif Rozaihan (KUW) W | Janusz Pawłowski (POL) P | XIII          |

## Letnie Igrzyska Olimpijskie 1984
| Konkurencja   | Walki                      | Klas. końcowa |
| Konkurencja   | 1/16                       | Miejsce       |
| ------------- | -------------------------- | ------------- |
| waga półlekka | Constantin Niculae (ROM) P | XX            |